# 邮槽
邮槽 （MailSlot）是Windows操作系统提供的一种单向进程间通信机制，可用于单机或者网络上的多机分布式环境。
对于相对简短的低频率信息发送，使用邮槽通常比命名管道或Unix域套接字更简单。如低频率的状态改变消息、作为对等点发现协议（peer-discovery protocol）的一部分。 邮槽机制允许短报文广播给域上的计算机中所有监听的进程。

## 特性
邮槽是一种服务器-客户接口。服务器创建邮槽，客户可以向命名的邮槽写入内容。只有服务器可以读取邮槽，因此邮槽是一种单向进程间通信机制。邮槽不提供报文已收到的确认，因此是不可靠通信。
邮槽基于RPC协议，可以在同一个网络域上跨计算机使用。 

## 应用
Windows信使服务是邮槽的最知名的应用。信使服务是一个邮槽服务器，等待报文到达后，就弹窗显示在屏幕上。
邮槽的应用举例:
- MAILSLOT\Messngr - 微软NET SEND协议
- MAILSLOT\Browse - 微软网络邻居共享资源浏览服务（英语：Browser service）
- MAILSLOT\Alerter
- MAILSLOT\53cb31a0\UnimodemNotifyTSP
- MAILSLOT\HydraLsServer - Microsoft Terminal Services Licensing
- MAILSLOT\CheyenneDS - CA BrightStor Discovery Service

## 实现

### 邮槽命名
邮槽的名字，从形式上看类似于文件名。格式为\\ComputerName\mailslot\[path]name
本地邮槽名字中的ComputerName使用 . 来代替，即\\.\MailSlot\路径\文件名。如果向当前发送计算机所在工作组或域群发，可以使用 * 作为ComputerName。如果向指定工作组或域群发，应使用工作组或域名作为ComputerName
本机的Windows的信使服务使用的邮槽名字是\\.\MailSlot\ messngr

### 邮槽报文内容
邮槽报文内容包含：接收日期、发送人、接收人、具体内容。发送人、接收人、具体内容三项内容之间使用字节值0间隔。

### 创建邮槽
使用CreateMailslot

### 写入报文到邮槽
类似于写入普通文件，使用CreateFile打开邮槽，使用WriteFile将内容写入。
也可以使用NetMessageBufferSend直接发送。

### 读取邮槽报文
使用GetMailSlotInfo来判断邮槽内是否有内容。发现有内容的时候，可以使用ReadFile读取。如果ReadFile
在使用MAILSLOT_WAIT_FOREVER标志的邮槽上等待消息到来，这时邮槽突然中止运行，那么这个应用会被永远“挂起”直至重启Windows系统。为此，读邮槽的进程可以使用一个单独线程执行读挂起操作；主线程要结束进程时给一个全局标志位置位，并给邮槽写入一条消息以唤醒读邮槽线程。
SetMailslotInfo设置读取邮槽的超时值

## 例子
```
//邮槽服务器，负责创建邮槽，读取邮槽

#include
 
<windows.h>

#include
 
<stdio.h>

int
 
main
()

{

 
HANDLE
 
Mailslot
;

 
char
 
buffer
[
256
];

 
DWORD
 
NumberOfBytesRead
;

 
//Create the mailslot

 
Mailslot
 
=
 
CreateMailslot
(
"////.//Mailslot//Myslot"
,
  
//指定邮槽的名字

  
0
,
                  
//可写入邮槽的消息的最大字节长度；为0表示接收任意长度消息

  
MAILSLOT_WAIT_FOREVER
,
 
//等待或不等待，单位毫秒，MAILSLOT_WAIT_FOREVER无限期等待，0立即返回 

  
NULL
);
               
//访问控制权限，一般为NULL

 
if
 
(
INVALID_HANDLE_VALUE
 
==
 
Mailslot
)

 
{

  
printf
(
"Failed to create a mailslot %d/n"
,
 
GetLastError
());

  
return
 
-1
;

 
}

 
//Read data from the mailslot forever!

 
while
 
(
0
 
!=
 
ReadFile
(
Mailslot
,
 
buffer
,
 
256
,
 
&
NumberOfBytesRead
,
 
NULL
))

 
{

  
printf
(
"%.*s/n"
,
NumberOfBytesRead
,
buffer
);

 
}

 
CloseHandle
(
Mailslot
);

 
return
 
0
;

}

```

```
//邮槽客户端，用于发送数据到邮槽服务器

#include
 
<windows.h>

#include
 
<stdio.h>

int
 
main
(
int
 
argc
,
 
char
 
*
argv
[])

{

    
HANDLE
 
Mailslot
;

    
DWORD
 
BytesWritten
;

    
CHAR
 
ServerName
[
256
];

    
//从命令行接受要发送数据到的服务器名

    
if
 
(
argc
 
<
 
2
)

    
{

        
printf
(
"Usage: client <server name>/n"
);

        
return
 
-1
;

    
}

    
sprintf
(
ServerName
,
 
"////%s//Mailslot//Myslot"
,
argv
[
1
]);

    
Mailslot
 
=
 
CreateFile
(
ServerName
,
 
//邮槽名字

        
GENERIC_WRITE
,
      
//必须为GENERIC_WRITE,因为客户端只能向邮槽写入数据

        
FILE_SHARE_READ
,
   
/
必须为FILE_SHARE_READ
,
因为邮槽服务器需要做打开和读操作

        
NULL
,
 

        
OPEN_EXISTING
,
     
//邮槽在本地且还没有创建邮槽则当前调用失败；邮槽在远程，该参数无意义

        
FILE_ATTRIBUTE_NORMAL
,

        
NULL
);

    
if
 
(
INVALID_HANDLE_VALUE
 
==
 
Mailslot
)

    
{

        
printf
(
"WriteFile failed with error %d/n"
,
GetLastError
());

        
return
 
-1
;

    
}

    
if
(
0
 
==
 
WriteFile
(
Mailslot
,
 
"This is a test"
,
 
14
,
 
&
BytesWritten
,
NULL
))

    
{

        
printf
(
"WriteFile failed with error %d/n"
,
 
GetLastError
());

        
return
 
-1
;

    
}

    
printf
(
"Wrote %d byteds/n"
,
 
BytesWritten
);

    
CloseHandle
(
Mailslot
);

    
return
 
0
;

}

```